# К-552 «Князь Олег»
К-552 «Князь Олег» — российская атомная подводная лодка стратегического назначения, относящаяся к 4-му поколению. Пятый корабль проекта 955 «Борей» и второй строящийся по модернизированному проекту 955А «Борей-А». Входит в состав 25-й ДиПЛ ТОФ с базированием в Вилючинске. Подводная лодка названа в честь древнерусского великого князя вещего Олега

## История строительства
Изначально закладка ракетоносца планировалась на 19 июля 2014 года, но была перенесена на неделю и корабль был заложен 27 июля 2014 года под заводским номером 205.
На 17 февраля 2015 года АПЛ «Князь Олег» готовился к гидравлическим испытаниям. 14 ноября 2016 года корпус лодки прошел испытания на герметичность.
16 ноября 2017 года глава ОСК Алексей Рахманов заявил о проблемах с финансированием строительства РПКСН «Князь Олег». В январе 2018 года было объявлено, что АО «Коломенский завод» почти на год задержал поставку дизель-генератора 2-28ДГ.
1 сентября 2018 года было начато формирование первого экипажа К-552. 16 июля 2020 года РПКСН спущен на воду.
30 мая 2021 года АПЛ «Князь Олег» впервые вышла на заводские ходовые испытания. 21 октября 2021 года РПКСН «Князь Олег» произвёл учебный пуск БР «Булава».

## История службы
21 декабря 2021 года включён в состав Тихоокеанского флота.
31 января 2022 года «Князь Олег» прибыл на Северный флот для прохождения учебных задач и подготовки к трансарктическому переходу на Камчатку к месту постоянной дислокации. На крейсере побывал с визитом командующий северным флотом адмирал А. А. Моисеев.

## Командир
Первый экипаж:
- 2019 — 2023: капитан 2-го ранга Игорь Валерьевич Голубев[9]
- 2023 — н.в.: В. Собенко

Второй экипаж:
- 2020 — н.в.: капитан 2-го ранга С. Н. Коробкин